# Frozen Crown
A Frozen Crown 2017-ben alapított olasz power metal együttes Milánóból. 2021-ig három nagylemezük jelent meg.
2020 végén az ötből három alapító tag is távozott az együttesből, helyükre 2021 elején új zenészek érkeztek.

## Tagok
Jelenlegi tagok
- Giada "Jade" Etro – énekesnő (2017–)
- Federico Mondelli – gitár, billentyűk, vokál (2017–)
- Fabiola "Sheena" Bellomo – gitár (2021–)
- Francesco Zof – basszusgitár (2021–)
- Niso Tomasini – dobok (2021–)

Korábbi tagok
- Thalia Bellazecca – gitár (2017–2020)
- Filippo Zavattari – basszusgitár (2017–2020)
- Alberto Mezzanotte – dobok (2017–2020)

## Diszkográfia

### Stúdióalbumok
- The Fallen King (2018)
- Crowned in Frost (2019)
- Winterbane (2021)